# Людвіг Зіберт
Людвіг Георг Зіберт (нім. Ludwig Georg Siebert; 17 жовтня 1874, Людвігсгафен — 1 листопада 1942, Прін-ам-Кімзе) — німецький державний діяч, обергруппенфюрер СА (9 листопада 1938).

## Біографія
Син машиніста локомотива. Вивчав юриспруденцію в Мюнхенському університеті (1897). В 1900 році поступив на державну службу в баварські органи юстиції. З 1905 року — прокурор земельного суду Фюрта. З 1906 року — юридичний радник міського управління Ліндау. В 1908-19 роках — радник з юридичних питань при бургомістрі Ротенбурга. Член Баварської народної партії. З 1919 року — бургомістр, з 1924 по 1933 року — обербургомістр Ліндау. В січні 1931 року вступив у НСДАП (партійний квиток №356 673) і став першим нацистським обербургомістром в Баварії. В 1932-33 роках — член баварського ландтагу. З 9 березня 1933 року — міністр фінансів (з 1936 року — фінансів і економіки) Баварії, з 12 квітня 1933 року — також баварський міністр-президент. З 12 листопада 1933 року — депутат рейхстагу. З 1939 року — керівник Академії наукових досліджень і захисту німецької нації. Помер від короткочасної важкої хвороби.

## Нагороди
- Знак «Імперський з'їзд НСДАП в Нюрнберзі 1933»
- Почесний кинджал СА
- Почесна пов'язка СА
- Орден Корони Італії, великий хрест (1936)
- Почесний знак Німецького Червоного Хреста 1-го класу з дубовим листям (1937)
- Срібна медаль Академії образотворчого мистецтва (1937)
- Золотий партійний знак НСДАП (1938)
- Хрест Воєнних заслуг 2-го і 1-го (1942) класу
- Почесний обласний керівник Імперської служби праці
- Почесний президент Великонімецького шахового союзу (1942)